# Сераковский, Каэтан Онуфрий
Граф Каэтан Онуфрий Сераковский (пол. Kajetan Onufry Sierakowski; 6 августа 1753, Краков — 16 ноября 1841, Варшава) — сенатор-каштелян Царства Польского.

## Биография
Родился в 1753 году в Кракове. Сын граф Романа Сераковского из рода Сераковских герба Огоньчик его жены Терезы Сераковской из рода  Сераковских герба Долэнга.
Камергер короля Станислава Августа Понятовского, каштелян слоньский (1787—1795). Активно выступал в поддержку Констицуии 3 мая и даже опубликовал в её защиту брошюру «Тем, кто настроен против Конституции 3 мая 1791 года. От Каэтана Сераковского, каштеляна Слонского» (на польском языке). Кавалер ордена Святого Станислава (1792) и ордена Белого Орла (1793) — высшей награды Речи Посполитой.
В российском Царстве Польском с 1824 года был сенатором-каштеляном. По должности был членом Суда Сейма, в состав которого входили все сенаторы. В 1827—28 годах участвовал в рассмотрении дела руководителей антироссийского «Патриотического общества». Поддержал Ноябрьское восстание и подписал акт о низложении Николая I, как царя Польского.
Был женат дважды. Первый раз — на Марии Дзедушицкой (1758—1848), дочери генерала Тадеуша Дзедушицкого (1724—1777). Второй раз женился десять лет спустя на Анне Теодоре Сераковской (1765—1792), дочери Теодора Сераковского, каштеляна Слоньского. В этом браке родилось два сына (при этом нет ясности, куда делась первая жена).
Носил графский титул, который на протяжении его жизни последовательно подтверждался правительствами Австрии, Пруссии и России.
Скончался в 1841 году в Варшаве.